# Phryganoporus nigrinus
Phryganoporus nigrinus är en spindelart som beskrevs av Simon 1908. Phryganoporus nigrinus ingår i släktet Phryganoporus och familjen Desidae. Inga underarter finns listade i Catalogue of Life.